# Автодор (компания)
Государственная компания «Российские автомобильные дороги» (ГК «Автодо́р») — российская государственная компания. Государственная компания действует в целях выполнения функций заказчика при проектировании, строительстве, реконструкции, капитальном ремонте, ремонте и содержании автомобильных дорог, развития полос отвода и придорожных полос автомобильных дорог, а также выполнения полномочий концедента при заключении и исполнении в отношении автомобильных дорог Государственной компании концессионных соглашений. Правовые основы деятельности регулируются федеральным законом от 17.07.2009 № 145-ФЗ «О государственной компании „Российские автомобильные дороги“ и о внесении изменений в отдельные законодательные акты Российской Федерации».

## История
17 июля 2009 года президент Дмитрий Медведев подписал федеральный закон № 145-ФЗ от 17.07.2009 года «О Государственной компании „Российские автомобильные дороги“ и о внесении изменений в отдельные законодательные акты Российской Федерации»
В начале февраля 2019 года премьер-министр Дмитрий Медведев отправил в отставку главу ГК Сергея Кельбаха. Решение обусловлено скандалом, когда Счётная палата России обвинила предприятие в срыве сроков строительства А113 ЦКАД в Подмосковье. Новым главой «Автодора» был назначен Вячеслав Петушенко.
5 марта 2019 года глава «Автодора» Вячеслав Петушенко на пресс-конференции заявил, что отставание при строительстве А113 ЦКАД произошло из-за качества проекта, земельных вопросов и искусственных сооружений.

### Мемориал «Погибшим при защите Отечества»
27 июня 2020 года в рамках празднования 75-летия Победы в Великой Отечественной войне состоялась торжественная церемония открытия памятника «Погибшим при защите Отечества» на 563-м километре М11 в Новгородской области. В 1942 году рядом с деревней Мясной Бор шли ожесточённые бои, в которых погибли больше 50 000 красноармейцев Волховского фронта. В 2013 году, когда началось строительство дороги, рабочие вышли на это место, где были обнаружены останки более 300 советских бойцов, около 2 тысяч неразорвавшихся снарядов. Павших перезахоронили с воинскими почестями.

### Наименование
- Полное наименование на русском языке — «Государственная компания „Российские автомобильные дороги“». Сокращенное наименование — «ГК „Автодор“».
- Государственная компания вправе иметь полное и сокращённое названия на иностранных языках.

## Органы управления
Органами управления Государственной компании являются:
1. Наблюдательный совет Государственной компании
2. Председатель правления Государственной компании
3. Правление Государственной компании

### Председатели правления компании
- Тарасов Сергей Борисович (назначен распоряжением Правительства Российской Федерации от 15 октября 2009 года № 1501-р, погиб 27 ноября того же года при подрыве поезда «Невский Экспресс» по дороге в Санкт-Петербург[7]).
- Костин Сергей Васильевич (назначен распоряжением Правительства Российской Федерации от 17 декабря 2009 года № 1994-р, освобождён от должности распоряжением Правительства Российской Федерации от 20 декабря 2011 года № 2260-р).
- Кельбах Сергей Валентинович (назначен распоряжением Правительства Российской Федерации от 21 декабря 2011 года № 2290-р, освобождён от должности распоряжением Правительства Российской Федерации от 05 февраля 2019 года № 142-р).
- Петушенко Вячеслав Петрович (назначен распоряжением Правительства Российской Федерации от 05 февраля 2019 года № 143-р)[8].

## Автодороги под управлением
- Действующие[9][10]
  - М1 «Беларусь» (Москва — государственная граница с Республикой Беларусь) (с 2010 года)
  - М3 «Украина» (Москва — государственная граница с Украиной) (с 2011 года)
  - М4 «Дон» (Москва — Новороссийск) (с 2010 года)
  - А107 «Московское малое кольцо» (ММК) (с 2013 года)
  - А105 Подъездная дорога от Москвы к аэропорту Домодедово
  - М11 «Нева» (Москва — Санкт-Петербург) (кроме 15-го - 58-го километра)
  - А113 «Центральная кольцевая автомобильная дорога» (ЦКАД)
  - М12 «Восток» (участки Москва — Казань и Дюртюли - Ачит)
  - Обход Тольятти
  - Восточный выезд из Уфы
  - трасса Шали - Бавлы (участок Алексеевское - Альметьевск)
  - дублёр трассы А289 (Краснодар - Белый)
- Планируемые, проектируемые и строящиеся
  - Строительство скоростной платной автомагистрали[11][12]Казань — Ульяновск — Саратов— Волгоград — Краснодар
  - Строительство трассы «Меридиан»
  - Строительство Второго транспортное кольца в Санкт-Петербурге (КАД-2)
  - Строительство дублера трассы А147 (М4 «Дон» — Джубга — Туапсе — Сочи (государственная граница с Абхазией)) «Южный кластер»

По состоянию на 13 августа 2024 года протяжённость автодорог в доверительном управлении — 5012 км, в платной эксплуатации — 3094 км.

## Деятельность
В 2023 году «Автодор» достроил дорогу М12, оставшиеся платные участки трассы между Москвой и Казанью, обходы Аксая и Краснодара. За этот год её доходы увеличились до 80,18 млрд рублей (на 49%), по сравнению с 2022 годом (55,3 млрд рублей). Субсидии ГК в 2023 году на строительство и реконструкцию трасс уменьшились с 333,8 млрд до 86 млрд рублей, а на управление дорогами выросли с 27,1 до 35,4 млрд рублей.

### Рейтинговые оценки
- Рейтинговое агентство АКРА в 2017 году присвоило ГК «Автодор» рейтинговую оценку AA(RU) со стабильным прогнозом. Рейтинг ежегодно подтверждается (2018-2025)[14].
- Рейтинговое агентство «Эксперт РА» в 2018 году присвоило ГК «Автодор» рейтинговую оценку ruAA+ со стабильным прогнозом, рейтинг ежегодно подтверждается (2019-2025)[15].